# BEST BALLADE
『BEST BALLADE』（ベスト・バラード）は、井上陽水のバラード・ベスト・アルバム。

## 解説
「背中まで45分」は2005年11月4日にNHK BS2で放送された「空想ハイウェイ Act IV」で放送された菊地成孔編曲バージョンで初CD化。

## 収録曲
1. 花の首飾り
2. つめたい部屋の世界地図
3. いっそ セレナーデ
4. 恋の予感
5. 恋の神楽坂
6. リバーサイド ホテル
7. 恋こがれて
8. 結詞
9. 自然に飾られて
10. ワインレッドの心
11. TRANSIT
12. 背中まで45分
13. 新しいラプソディー
14. 5月の別れ
15. 真珠
16. 少年時代